# 叶梅利亚诺沃 (克拉斯诺亚尔斯克边疆区)
叶梅利亚诺沃（羅馬化：Yemelʹyanovo）是俄罗斯克拉斯诺亚尔斯克边疆区的市级镇、叶梅利亚诺沃区行政中心，位于叶尼塞河一支流卡恰河畔，地处克拉斯诺亚尔斯克边疆区南部，在边疆区首府克拉斯诺亚尔斯克西北方。R255公路（西伯利亚公路）穿过该镇南部。附近有克拉斯诺亚尔斯克机场，也称叶梅利亚诺沃机场。
该地2021年人口有13,684人；2010年人口12,055；2002年人口11,919；1989年人口15,408。